# Anges de Mons
 (mars 2015).

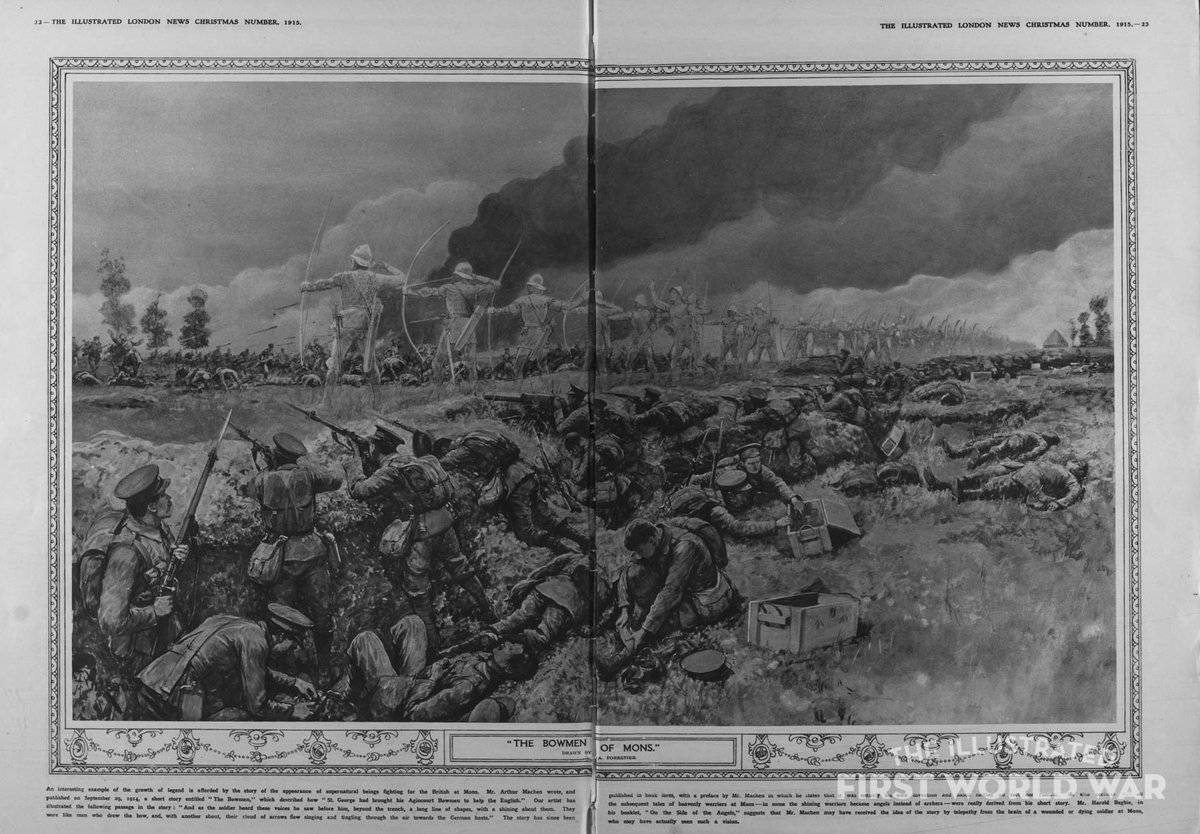
Les archers fantômes de Mons combattant les Allemands. Illustrated London News, 29 novembre 1915.

La légende des Anges de Mons est une légende urbaine selon laquelle un groupe d'anges seraient apparus aux soldats de l'armée britannique, au début de la Première Guerre mondiale, lors de la bataille de Mons en Belgique. Elle fut particulièrement connue à l'époque, surtout dans le monde anglo-saxon, et elle continue à faire parler d'elle aujourd'hui encore grâce à Internet et au New Age.
Cette légende trouve sa source dans un récit fictionnel, intitulé The Bowmen (Les archers), de l'écrivain fantastique Arthur Machen. La publication de cette histoire dans le quotidien London Evening News, le 29 septembre 1914, donna le coup d'envoi de la rumeur.

## Les faits

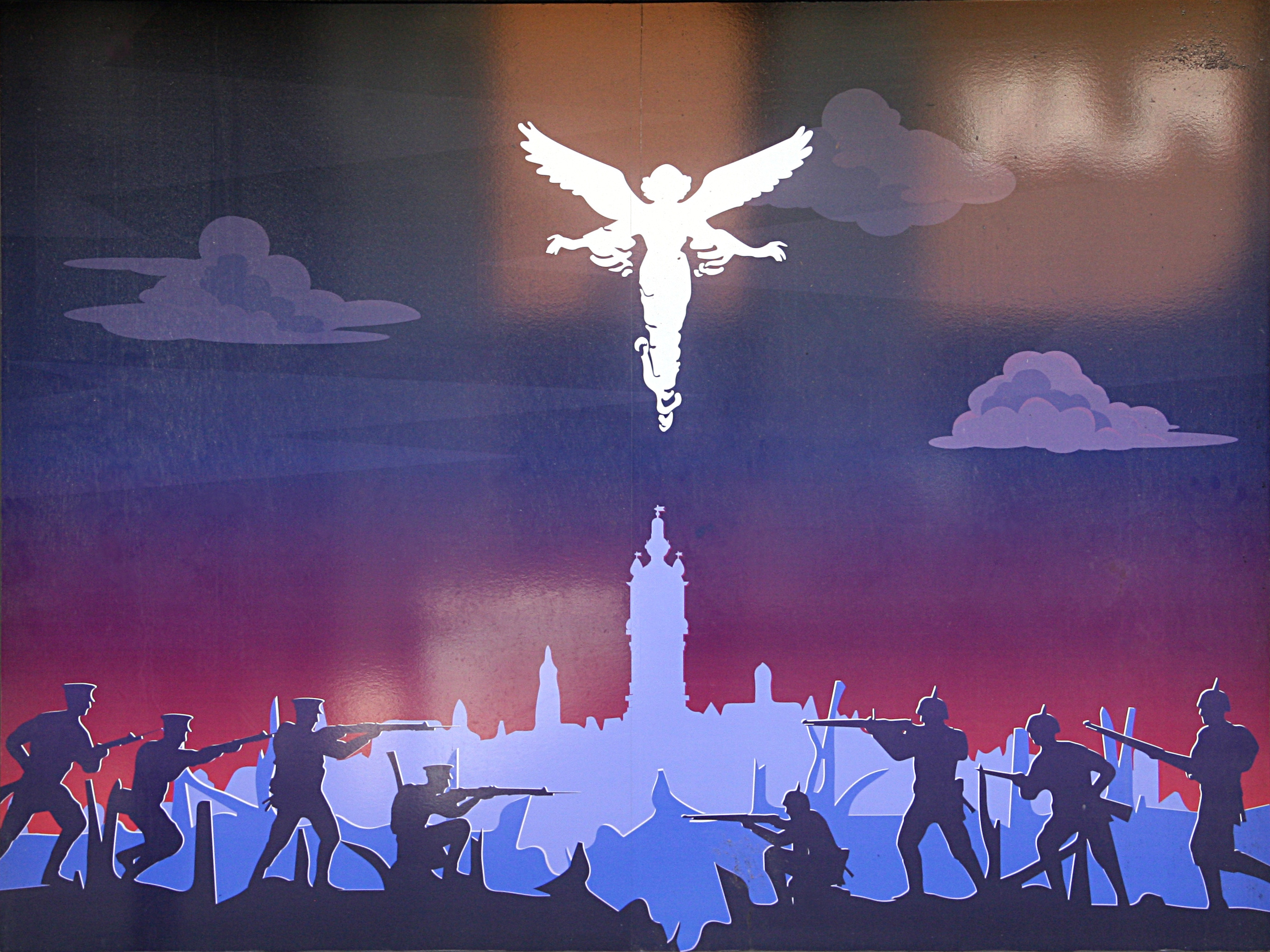
Œuvre graphique d’art libre, représentant la « Légende des anges protecteurs de la ville de Mons lors de la Bataille de Mons en août 1914», insérée dans une fenêtre aveugle de la façade septentrionale d'un immeuble se trouvant au coin formé par la rue de Houdain et la rue de la Grande Triperie à Mons (Belgique).

Les 22 et 23 août 1914, le premier engagement sérieux du corps expéditionnaire britannique s'est produit lors de la bataille de Mons. Des forces allemandes se portant en avant furent rejetées par les troupes britanniques fortement dépassées en nombre. Ces dernières, subissant aussi des pertes et étant débordées, furent obligées d’effectuer une retraite rapide le jour suivant.
Le 24 avril 1915, un compte-rendu fut publié dans le magazine britannique Spiritualist, relatant des visions d'une force surnaturelle miraculeusement intervenue pour aider les Anglais au moment décisif de la bataille. Cet article provoqua rapidement une avalanche de témoignages similaires et la diffusion de rumeurs sauvages. Les descriptions de cette force ont varié : soit des archers médiévaux au côté de saint George, soit un étrange nuage lumineux et, par la suite, la version la plus populaire fut celle des anges guerriers.

## Explications
Des témoignages similaires concernant de telles visions sur les champs de bataille ont été répertoriés au cours de guerres antiques et médiévales. Toutefois, il y a de fortes similitudes entre plusieurs de ces relations et une nouvelle d'Arthur Machen, The Bowmen (« Les Archers »), publiée pour la première fois six mois plus tôt, le 29 septembre 1914, dans le journal londonien Evening News. Machen y était journaliste et bien qu'il ait été un auteur bien connu d'histoires surnaturelles, il n'y avait aucune indication que son histoire était une fiction lors de sa publication originelle. Vu qu'elle était écrite comme si c’était un témoignage direct, c’était un genre de document-fiction, un genre que Machen connaissait bien. L’histoire décrit des archers de la bataille d'Azincourt, appelés par un soldat invoquant saint George, anéantissant une armée allemande. Conséquence inattendue, Machen reçut un certain nombre de demandes de fournir la preuve de ses sources très peu de temps après la publication, demandes auxquelles il a répondu que l’histoire était complètement imaginaire, car il n'avait aucun désir de créer un canular.
Ce n'est qu’en mai de 1915 qu’une immense controverse éclata quand les anges furent utilisés dans des sermons à travers la Grande-Bretagne afin de prouver l'action de la providence divine au côté des Alliés. Machen, stupéfié par tout ceci, essaya de couper court aux rumeurs en republiant l'histoire en août sous la forme de livre avec une longue préface affirmant que les rumeurs étaient fausses et tiraient leur origine de sa nouvelle. Le livre fut un best-seller et eut uniquement pour conséquence la publication d'une vaste série d'ouvrages prétendant fournir la preuve de l'existence des anges. Ces publications comprenaient des chansons populaires et des rendus artistiques des anges. L'étude de Kevin McClure décrit deux types d'histoires circulant, certaines nettement plus inspirées de Machen et d'autres avec des détails différents. Cependant, tous ces rapports confirmant des observations d'activités surnaturelles étaient au mieux de seconde main et certains d'entre eux citaient même des soldats qui n'étaient pas à Mons. Une enquête circonspecte menée par la Society for Psychical Research (SPR) en 1915 indiqua à propos des témoignages de première main : « nous n'en avons recueilli aucun, et parmi ceux de seconde main, aucun ne justifierait que nous affirmions la réalité d’un quelconque phénomène surnaturel. » La SPR poursuivit en indiquant que les rapports relatant des « visions » sur le champ de bataille circulant pendant le printemps et l'été de 1915 « s'avèrent après enquête être fondés sur la seule rumeur, et ne peuvent être rattachés à aucune source sérieuse. »
La diffusion soudaine des rumeurs au printemps de 1915, six mois après que les événements se sont produits, est également énigmatique. Les récits publiés à cette époque attribuent souvent leurs sources à de mystérieux dirigeants britanniques anonymes. La dernière et la plus détaillée des enquêtes sur l'histoire des anges de Mons, menée par David Clarke, suggère que ces hommes auraient pu être impliqué dans une tentative secrète par les services secrets militaires de diffusion de propagande psychologique.
La seule preuve réelle des visions apparue au cours des débats vint de soldats véritablement en service qui ont déclaré qu'ils avaient eu des visions de cavaliers fantômes, pas d’anges ou d’archers, et ceci s'était produit durant la retraite plutôt qu’au cours de la bataille elle-même. Comme, au moment de la retraite, beaucoup de soldats étaient épuisés et n'avaient pas dormi correctement depuis des jours, il se peut que ces visions aient été des hallucinations.

## Iconographie
Le peintre montois Marcel Gillis a illustré l'apparition angélique dans une de ses œuvres.

## Musique originale
- Roland Schoelinck (compositeur hennuyer) a écrit : "Les Anges de Mons", musique originale pour orchestre d'harmonie, ainsi qu'une version pour carillon (adaptée à l'instrument et jouée par Patrice Poliart)     article : Maison de la mémoire (après le tableau de Marcel Gillis)  (2014)
- En 1916, le compositeur anglais Paul Paree a écrit une valse pour piano qui s'intitule : "Angel of Mons"

## Dans la fiction
- Dans le livre "La Longue Utopie" ((en) The Long Utopia , 2015) de Terry Pratchett et Stephen Baxter, les Anges de Mons seraient des soldats capables de traverser de monde en monde et qui auraient utilisé leur capacité pour secourir des blessés durant la bataille de Mons. La fiction d'Arthur Machen aurait été écrite après la bataille et présentée comme étant à la base des rumeurs pour préserver le secret de ces soldats.

- Les Anges de Mons sont mentionnés au début de "Notre-Dame des ténèbres", 7ème album de la série "L'Histoire Secrète".